# Nikolaj Guljajev
Nikolaj Alexejevič Guljajev (rusky Николай Алексеевич Гуляев; * 1. ledna 1966 Vologda, Ruská SFSR) je bývalý sovětský a ruský rychlobruslař.
Na první velké mezinárodní akci se objevil v roce 1986, kdy se umístil na páté příčce na Mistrovství Evropy. O rok později zvítězil jak na evropském, tak na světovém vícebojařském šampionátu. Na jaře 1987 také debutoval v závodech Světového poháru.
V roce 1988 byl favoritem Zimních olympijských her v Calgary na trati 1500 m a také byl považován za kandidáta na medaili v závodě na 1000 m – především proto, že měsíc před zahájením her zvítězil na obou distancích ve Světovém poháru v Inzellu. Před ZOH byl norskými funkcionáři obviněn, že prodal steroidy norskému rychlobruslaři Steinu Krosbymu. Podle Mezinárodního olympijského výboru však neexistoval žádný důkaz o porušení pravidel, takže Guljajev mohl v Calgary startovat. Získal zde zlatou medaili v závodě na 1000 m, kromě toho byl sedmý na patnáctistovce a umístil se na 36. místě na trati 500 m. V dalších sezónách příliš nezávodil a nedosáhl dalšího velkého úspěchu. Jeho nejlepším výsledkem ze začátku 90. let je sedmé místo z Mistrovství světa ve sprintu 1992 a osmá příčka ze závodu na 1000 m na zimní olympiádě 1992. Po sezóně 1991/1992 ukončil sportovní kariéru.
V roce 1987 obdržel cenu Oscara Mathisena.